# Krasiatyczi
Krasiatyczi (ukr. Красятичі) – osiedle typu miejskiego na Ukrainie, w obwodzie kijowskim w rejonie wyszogrodzkim. Do 2020 roku siedziba władz rejonu poleskiego.
Osada założona w 1560 jako Czerwone misto, od 1900 wieś Krasiatyczi, status osiedla typu miejskiego od 10 kwietnia 2006.
Siedziba dawnej gminy Kresiatycze w powiecie radomyskim a od roku 1919 w czarnobylskim na Ukrainie.